# Денисов, Григорий Панкратович
Григорий Денисович Панкратов (1923, Озолмуйжская волость, Резекненский уезд, Латвия — 24 декабря 1944, Добельская волость, Елгавский уезд, Латвийская ССР, СССР) — участник Великой Отечественной войны, помощник командира взвода 5-й стрелковой роты 727-го стрелкового полка 219-й стрелковой дивизии 93-го стрелкового корпуса 22-й армии 2-го Прибалтийского фронта, сержант. Закрыл своим телом амбразуру пулемёта.

## Биография
Родился в 1923 году в деревне Кампишки Озолмуйжской волости Резекненского уезда Латвии. 12 августа 1944 года, с освобождением советской армией деревни, в которой проживал, призван в РККА, зачислен в состав 219-й стрелковой дивизии.
24 декабря 1944 года 219-я стрелковая дивизия у хутора Рудини близ города Добеле вела бои с курляндской группировкой противника. 2-му батальону 727-го стрелкового полка была поставлена задача выбить противника из деревни Рудини. Батальон под непрерывным артиллерийским и миномётным огнём продвигался к полосе обороны, и когда до траншей оставалось около 200 метров, с левого фланга из многонакатного дзота открыл огонь пулемёт. Выполняющий обязанности командира взвода сержант Денисов перебежками добрался до дзота невредимым и навалился на ствол пулемёта, закрыв его своим телом.
Был представлен к званию Героя Советского Союза, представление было поддержано вплоть до командира корпуса, но Приказом Военного совета 22-й армии № 17/н от 16 февраля 1945 года сержант Денисов был посмертно награждён орденом Отечественной войны 1 степени
Похоронен близ поля боя, впоследствии был перезахоронен в Добеле.